# Corina Brussaard

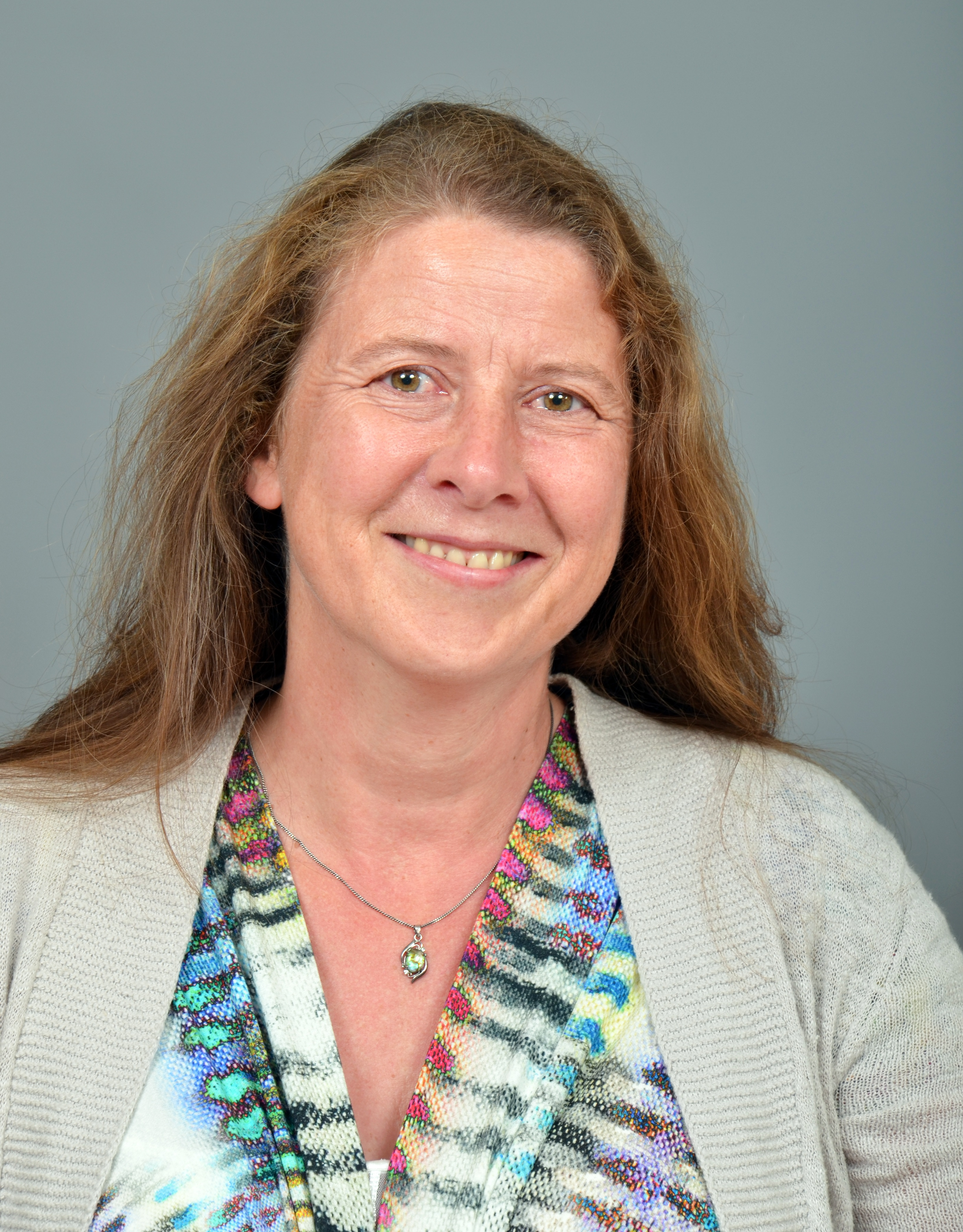
Corina Brussaard

Cornelia Paula Dorothea (Corina) Brussaard is een Nederlands hoogleraar.

## Carrière
Brussaard studeerde aan de Universiteit van Groningen waarbij zij zich specialiseerde in de Mariene Biologie. Zij promoveerde in 1997 op het proefschrift Phytoplankton cell lysis and its ecological implications met als promotor prof.dr. L. Dijkhuizen. In 2012 werd zij door de Universiteit van Amsterdam benoemd tot bijzonder hoogleraar met als leeropdracht Viral Ecology, dat wil zeggen virussen in samenhang met ecologie.